# 運送契約
運送契約（うんそうけいやく）とは、物品や旅客を運送することを内容とする契約のこと。

## 概説
運送とは一定の場所から他の場所へ物品や旅客を移動させる事実行為をいう。運送営業を行う商人を運送人といい、運送契約の締結によって運送を引き受ける。
運送契約を規律する法源としては各種の法令があるが、実際には運送人があらかじめ作成している運送約款が契約内容の決定に重要な役割を有している。

## 物品運送契約・旅客運送契約

### 物品運送契約
物品運送契約は運送人が荷送人や傭船者などの契約相手方（物品所有者に限らない）に対して物品を運送することを約し、契約相手方がその対価として運送賃を支払う諾成・不要式の契約をいう。
運送人がトラック、船舶、航空機など自らの輸送手段での運送を引き受ける場合を実運送契約という。運送人が履行補助者として下請運送人を利用して運送サービスを引き受ける場合を利用運送契約という。利用運送人は運送契約の当事者として契約上の義務を負っており、物品運送の取次業である運送取扱人（運送取扱営業）とは異なる。

### 旅客運送契約
旅客運送契約は運送人が旅客を運送することを約し、その対価として契約相手方（通常は旅客と同一人）が運送賃を支払う諾成・不要式の契約をいう。

## 陸上運送契約・海上運送契約・航空運送契約

### 陸上運送契約
ヨーロッパでは「道路による貨物の国際運送に関する条約」（CMR条約、1956年）や「鉄道による貨物輸送に関する国際条約」（COTIF条約、1980年）が締結されている。
日本には鉄道運送契約の特別法として鉄道営業法がある。

### 海上運送契約
国際条約に「船荷証券に関するある規則の統一のための国際条約」（ヘーグ・ルールまたはハーグ・ルールズ、1924年）とその改正議定書である「1968年改正議定書」（ヘーグ・ヴィスビー・ルールまたはウィスビー・ルールズ）及び「1979年改正議定書」がある。

### 航空運送契約
国際条約に「国際航空運送についてのある規則の統一に関する条約」（ワルソー条約、1929年）と正式名称が同一の新条約（モントリオール条約、1999年）がある。